# Euphorbia purpurea
Euphorbia purpurea là một loài thực vật có hoa trong họ Đại kích. Loài này được (Raf.) Fernald mô tả khoa học đầu tiên năm 1932.